# Bociu
Bociu – wieś w Rumunii, w okręgu Kluż, w gminie Mărgău. W 2011 roku liczyła 63 mieszkańców.